# Dálnice 2
La Dálnice 2 (o D2) è un'autostrada ceca. Essa parte da Brno, fino ad arrivare al confine con la Slovacchia, congiungendosi con l'Diaľnica D2, autostrada slovacca che, prima della scissione della Cecoslovacchia, era un'unica autostrada assieme alla Dálnice 2. L'autostrada è lunga 61 km.
L'autostrada fu costruita fra il 1974 e il 1980.

## Percorso
|      |                                                                                       |    |                |  |  |
| Tipo | Indicazione                                                                           | km | Strada europea |  |  |
|      | Brno-jih                                                                              | 1  |                |  |  |
|      | Area di servizio "Heršpice" (solo carreggiata sud)                                    | 2  |                |  |  |
|      | Heršpice, Nákupní zóna Brno-jih                                                       | 2  |                |  |  |
|      | Brno-Chrlice                                                                          | 3  |                |  |  |
|      | Blučina                                                                               | 11 |                |  |  |
|      | Area di servizio "Zeleňák"                                                            |    |                |  |  |
|      | Hustopeče                                                                             | 25 |                |  |  |
|      | Area "Starovičky" (di servizio in carreggiata sud, di parcheggio in carreggiata nord) |    |                |  |  |
|      | Podivín                                                                               | 41 |                |  |  |
|      | Area di servizio "Ladná"                                                              |    |                |  |  |
|      | Břeclav                                                                               | 48 |                |  |  |
|      | Area di parcheggio "Lanžhot"                                                          |    |                |  |  |
|      | Diaľnica D2 Confine di Stato - Slovacchia                                             |    |                |  |  |